# Narodowe Muzeum Archeologiczne w Lizbonie

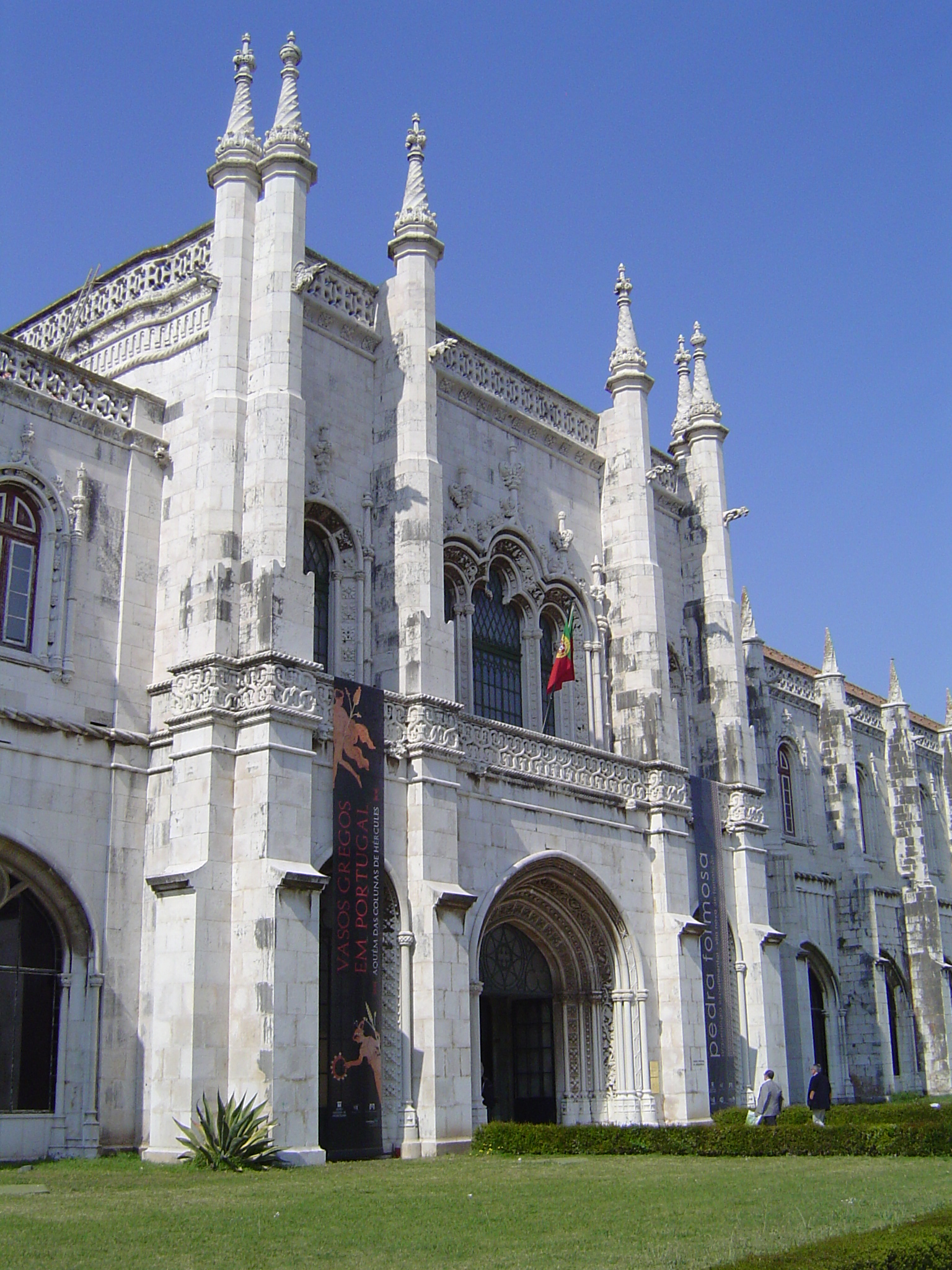
Wejście do muzeum

Narodowe Muzeum Archeologiczne (port.: Museu Nacional de Arqueologia) – muzeum archeologiczne znajdujące się w Lizbonie. Jest to jedno z najważniejszych portugalskich muzeów poświęconych archeologii.
Muzeum zostało założone w 1893 roku przez znanego archeologa José Leite de Vasconcelosa, a od 1903 zajmuje zachodnie skrzydło klasztoru Hieronimitów, w dzielnicy Belém. Budynek muzeum, będący kiedyś dormitorium mnichów, został odrestaurowany w stylu neo-manuelińskim w drugiej połowie XIX wieku. Muzeum jest najważniejszym ośrodkiem badań archeologicznych w Portugalii i posiada kolekcję znalezisk z całego kraju.
Przy wejściu do muzeum znajdują się dwie granitowe rzeźby wojowników luzytańskich, pochodzące z I wieku naszej ery, a przywiezione z północnej Portugalii. Stałe wystawy są podzielone na Starożytny Egipt i kolekcję Portugalskie Skarby Archeologii, składającą się głównie z obiektów pochodzących z epoki brązu i epoki żelaza. Muzeum posiada również najważniejszy zbiór rzymskich mozaik w Portugalii, głównie z południowej części kraju, ale także z regionu Estremadura (Póvoa de Cós) w centrum.
Oprócz swojej stałej kolekcji muzeum organizuje wystawy czasowe.